# Свадьба Пьеретты
«Свадьба Пьеретты» (фр. Les Noces de Pierrette) — картина испанского и французского художника Пабло Пикассо, написанная маслом на холсте в 1905 году. Находится в частной коллекции. Размер картины — 115 × 195 см.

## История и описание
Картина создана в тот отрезок времени, когда Пикассо жил на Монмартре в общежитии Бато-Лавуар среди своих друзей художников и поэтов. Обычно годы 1904—1906 называют розовым периодом, однако это полотно напоминает работы уже завершённого ранее голубого периода (1901—1904). Тогда Пикассо страдал от постоянной депрессии, создавая свои картины в мрачных сине-зелёных тонах. 
В «Свадьбе Пьеретты» представлены шесть фигур, сидящих за столиками: немолодой жених в шляпе, его невеста Пьеретта с накидкой из вуали на голове, Арлекин и ещё три персонажа. Арлекин наклонился и, прикладывая пальцы к губам, посылает Пьеретте воздушный поцелуй. Тёмно-синяя тональность произведения затрудняет более детальное рассмотрение предметов. Тем не менее создаётся впечатление, что жениху некомфортно в этой ситуации, в то время как невесте нравится внимание Арлекина. Похоже, Пьеретта выходит замуж без любви, отвергнув своего прежнего возлюбленного Арлекина ради богача. За другим столиком расположилась пара — обнимающиеся мужчина и женщина. У них бледные лица, не выражающие никаких эмоций. Спиной к зрителю в синем платье сидит ещё одна женщина. Она смотрит в сторону Арлекина. Работа создаёт довольно безрадостное настроение. «Свадьба Пьеретты» отражает негативный смысл жизни и считается одной из самых значимых работ Пикассо из-за её темы и стиля.

## История владения
Изначально картина принадлежала сыну Пикассо, Пауло, и мало кто видел эту работу в течение многих лет. Затем она стала собственностью адвоката Пауло, который после своей смерти оставил её племяннику. В 1988 году полотно было приобретено шведским коллекционером Фредериком Роосом за 3,3 миллиона долларов. В 1989 году Роос выставил её на аукцион «Binoche et Godeau» в Париже, где она была продана 30 ноября за 51 670 000 долларов японскому застройщику Томонори Цурумаки. После того, как его компания обанкротилась, картина стала собственностью Lake Credit Company. Впоследствии они продали свой кредитный бизнес компании GE Capital. В сделку вошли 500 картин, в том числе «Свадьба Пьеретты». В 2015 году Ив Бувье приобрёл произведение у американского арт-дилера Уильяма Аквавеллыи продал его российскому миллиардеру Дмитрию Рыболовлеву за 43 800 000 долларов.